# تشارلي شابمان
تشارلي شابمان (بالإنجليزية: Charlie Chapman)‏ هو لاعب كرة قدم أسترالية أسترالي، ولد في 11 يناير 1905، وتوفي في 17 أبريل 1978.

## وصلات خارجية
- تشارلي شابمان على موقع AustralianFootball.com (الإنجليزية)
- تشارلي شابمان على موقع AFLtables.com (الإنجليزية)